# 721 TCN
721 TCN là một năm trong lịch La Mã.